# Styphlomerus fallax
Styphlomerus fallax é uma espécie de carabídeo da tribo Brachinini, com distribuição restrita à África do Sul.